# Макклой, Питер
Питер Макклой (англ. Peter McCloy; род. 26 ноября 1946, Герван, Шотландия) — шотландский футболист, вратарь.

## Карьера

### Клубная карьера
Во взрослом футболе дебютировал в 1964 году в команде «Мотеруэлл», где продолжал играть на протяжении шести сезонов, приняв участие в 137 матчах.
В 1970 году стал игроком островного состава команды «Рейнджерс», за которую отыграл 16 сезонов. За это время клуб трижды выигрывал титул чемпиона Шотландии, становился обладателем Кубка обладателей кубков УЕФА. Всего за свою карьеру в клубе принял участие в 351 матче. Завершил карьеру футболиста в 1986 году.

### Карьера в сборной
В 1973 году дебютировал в официальных матчах в составе национальной сборной Шотландии, приняв участие в 4 матчах.

## Достижения
«Рейнджерс»
- Чемпион Шотландии (3): 1974/75, 1975/76, 1977/78
- Победитель Кубка обладателей кубков УЕФА (1): 1971/72
- Обладатель Кубка Шотландии (5): 1972/73, 1975/76, 1977/78, 1978/79, 1980/81